# Bos
Bos este un gen de mamifere erbivore paricopitate rumegătoare din familia Bovidae.

## Specii ale genului Bos
| După SITIS    | După                                        |
| Bos frontalis | -                                           |
| Bos grunniens | -                                           |
| Bos javanicus | -                                           |
| Bos sauveli   | -                                           |
| Bos taurus    | Boul comun (Bos taurus);                    |
| -             | Boul cu cocoașă sau boul zebu (Bos indicus) |
| -             | Boul Watussi                                |

## Legături externe
Materiale media legate de Bos la Wikimedia Commons
- http://animaldiversity.org/accounts/Bos/classification/
- http://www.departments.bucknell.edu/biology/resources/msw3/browse.asp?s=y&id=14200674
- http://www.faunaeur.org/full_results.php?id=305221 Arhivat în 22 ianuarie 2015, la Wayback Machine.